# 東海ラジオ ワイルドサッカー
『東海ラジオ ワイルドサッカー』（とうかいラジオ ワイルドサッカー）は、東海ラジオが放送していたサッカーJリーグ・名古屋グランパスの試合中継番組。

## 概要・歴史
- 東海ラジオとしての名古屋グランパス戦中継の始まりは、1992年夏に行われた「名古屋vsコリンチャンス」戦が初めてであった[1]。以降、Jリーグ公式戦等を中心にグランパス戦を放送している。
- 翌1993年5月29日に国立競技場で行われた「清水vs名古屋」の試合の中継を行ったが、東海ラジオとしては（現在に至るまで）最初で最後の国立からの生中継だという[2]。
- ナイトゲームのホーム戦は、不定期で『ガッツナイター』の中継試合の早期終了時に限り、生中継されることがある。
- 現在は完全生中継は年数回程度だが、ホーム戦に限り、実況アナウンサー&専属解説者をスタジアムに派遣し、録音実況を実施。その模様は、応援番組（2016年現在、ナイターシーズンは『井上一樹のドラヂカラ!!』内、オフシーズンは『山浦・深谷のヨヂカラ!』内の「フットボールタイム」）等での試合ハイライトとして利用されている。
  - グランパスエイトHP内の「試合結果」 でホーム戦に限り、得点シーンなどを聞く事ができたが、2006年からは実施されていない。なおインターネットに配信されていたときも、「東海ラジオ ワイルドサッカー」として放送されていた。
- 2007年からは、グランパスの試合がある際、試合の途中経過を随時伝えている。情報を挿入する際、ワイルドサッカーでも使用されている効果音・音楽が使用されている。
- 2008年終盤にはリーグ戦優勝争いをしていたことから、急遽11月30日のホーム最終戦となる新潟戦（瑞穂で16時4分試合開始）・12月6日のリーグ最終戦となる大分戦（九石ドームで14時34分試合開始。レポーターを配置しなかった）を2試合続けて中継した。
- 2009年4月12日の浦和戦（豊田スタジアム）からはエフエムとよたと交互で不定期ではあるものの、『東海ラジオ ワイルドサッカーインターネットライブ』としてインターネットのストリーミング放送による試合中継を行うことになった（地上波のラジオ向けに放送が行われている場合は同時放送。東海ラジオは4月26日の横浜戦より開始）。インターネット放送の場合はメールのみだが、メッセージを募集している（宛て先は東海ラジオ）ほか、本来地上波向けに放送されている場合にCMが放送されている箇所などは、場内音に切り換えそのまま放送する。なお地上波で行われている5ミニッツチェックは行われていない。2010年からはストリーミング放送は原則として瑞穂での試合を東海ラジオ、豊田での試合をエフエムとよたの担当と割り振られるようになった。ストリーミング中継を行う場合は『週刊!サカラジ』のwebページにリンクが貼られる。2011年シーズン終了でインターネットストリーミングは終了。
- 2010年までの数年間はプロ野球シーズン中のナイトゲームの試合完全生中継を行っていなかったが、同年8月14日の浦和戦（豊田スタジアム。19時キックオフ）の試合を久しぶりに生中継した。ただしデーゲームの中日ドラゴンズ戦が延長12回までもつれたため、ガッツナイター最前線を挟んで19:40頃からの中継となった。同年11月20日にはJ1優勝がかかった湘南戦（平塚競技場）の中継を行なった（2008年の大分戦同様にレポーターは配置せず）。
- Jリーグ開幕以降、プレシーズンマッチなど非公式戦については放送されることはほとんどなかったが、2011年4月2日に東日本大震災被災者支援チャリティーマッチとして組まれた広島との練習試合（豊田スタジアム）が特別中継された。なお本来この日はJ1リーグ戦の名古屋対鹿島戦を放送する予定だったが、震災による公式戦の開催延期を受けてチャリティーマッチの中継に変更している。
- 優勝争いをしていた同年12月3日の新潟とのリーグ最終戦（東北電力ビッグスワン）では、レギュラー解説の城山喜代次が所用のため城彰二がゲスト解説を務めた（2008年・2010年同様にレポーターは配置しなかった）。
- 2012年は7月14日に対仙台戦を、8月18日に対ガンバ大阪戦（ともに豊田スタジアム、19時キックオフ）を生中継。2010年の浦和戦以来のナイター中継となった。なお、両日とも中日がデーゲームだったため、該当時間の定時番組を変更して放送した。
- なお、FC岐阜の試合中継を行ったことはない。ただし2011年頃から『週刊!サカラジ』用に実況録音は行っている。
- 2013年以降、東海ラジオのアナウンサー不足から、名古屋・岐阜のホームゲームがあっても、大澤（2013年のみ森）のスケジュールがつかず、実況録音が試合の一部のみとなったり、場合によっては行わない場合もある。一例として、8月10日は森が中日対阪神の中継の実況を行ってから移動して、試合途中からサッカーの実況録音を行ったほか、2015年5月10日は豊田スタジアムで名古屋対川崎が、長良川競技場で岐阜対愛媛が行われていたが、大澤は東京ヤクルト対中日の実況で秋田に滞在していたため、翌11日の『ガッツナイター最前線』は実況録音なしで試合を振り返った（5月6日の岐阜対京都は実況録音があった）。
- 2017年は3月4日、リーグ戦では初めての名古屋と岐阜の直接対決「名岐ダービー」（豊田スタジアム）を中継した。東海ラジオでは2013年以来の生中継であり、2014年から実況担当となった大澤にとっては生中継での実況デビューとなった（前述のように実況録音は相当数こなしている）。尚、大澤は日程発表時からこの日の中継を制作局長に直談判していたという[3]。
- 東海ラジオがプロ野球・中日ドラゴンズのオフィシャルスポンサーとなった2019年以降は、スポーツ関連についても中日ドラゴンズに特化する方針となったため、Jリーグ関連番組自体が無くなり、サッカー中継も途絶えている[4]。

## 出演者
解説
- 塩澤敏彦（1992年～2001年頃?。当時名古屋銀行サッカー部監督）
- 城山喜代次（中京大学体育学部特任講師。元中京大学サッカー部総監督、元中京大学附属中京高等学校サッカー部監督）

実況
- 河路直樹（1993～? 開始当初の実況担当。ニッポン放送の中継中に名古屋からレポートすることもあった）
- 北山靖（酒井・河路らと同じく、ワイルドサッカー開始当初から参加。その後しばらくJリーグ中継に参加していなかったが、2008年からスポーツ課長になった村上に代わり、リポーターとして参加している）
- 酒井弘明（サッカー中継からは引退。河路・北山と同じく、アナウンサーとしては開始当初の参加メンバー）
- 村上和宏（2007年頃までは森が取材できない日に取材を担当したり、森が入社するまでは実況などを担当していた）
- 森貴俊（2013年までは東海ラジオにおけるサッカー実況、取材のほとんどを担当した。そのため、グランパス主催試合開催の際の野球中継担当は非常に稀であった）
- 大澤広樹（2014年より担当。試合以外の取材も担当していた）

レポーター担当
- 2008年からは実況担当の森、サッカー中継から引退した酒井弘明・村上和宏を除く男性スポーツアナウンサーが不定期で担当していたが、2010年8月14日の浦和戦では山口由里、2012年7月・8月の試合は吉川秀樹がそれぞれ担当した。但し2009年4月26日から開始したインターネット中継やアウェイの乗り込み中継ではリポーターを配置していないため、本来レポーターが行う前半終了後の監督談話などは実況アナが伝えていた。

スタジオ担当者
- ナイトゲームでは夜勤担当のアナウンサーが務めた。
- オープニング&エンディングのスポンサー読み、5（ファイブ）ミニッツチェック（5分ごとの試合状況アナウンス）、他チームの現在の試合状況アナウンス（2008年からは実況アナが担当）

## 備考
- 2010年現在、リーグホーム戦は基本的に放送権があるが平日日中は祝日も含めて差し替えが不可能になっている。またACL・Jリーグカップはホーム戦であっても中継権が無い為、応援番組で結果を伝えるのみである。なお、グランパスはこの番組を放送していた時にナビスコカップ決勝出場経験がなかった[6]。
- オープニング・エンディングなどで放送されるBGMは競技場の場内を思わせるような応援の音が特徴的である。
- ラジオ中継ということもあり、試合の途中からラジオ中継を聞いたという人を配慮してか、『5ミニッツチェック』として5分おきに現在の試合状況をお知らせしている（効果音が鳴った後、ある程度まで試合音声を絞られたあとに行われる）。
- 2006年・2007年の開幕試合中継のプレゼントとして、開幕戦で実際に使用されたサッカーボールが、はがきのみの応募・抽選で1名にプレゼントされた。2008年は開幕試合で使用されたサイン入りサッカーボールと試合のチケット、優勝争いをしていたことから急遽中継された2試合は2009年度グランパスカレンダーがプレゼントされた。
- 2010年8月14日の放送では、『2010 Jリーグ特命PR部 女子マネージャー』である足立梨花がハーフタイム中にゲストとして出演した。